# از حال بد به حال خوب
کتاب راهنمای حال خوب (به انگلیسی: The Feeling Good Handbook) کتابی است که توسط دیوید دی برنز نوشته شده است و در سال ۱۹۸۹ منتشر شد. 
این کتاب شامل مطالبی درباره اصول رفتاردرمانی شناختی است، و با شناسایی و از بین بردن خطاهای شناختی رایج و همچنین روش‌های بهبود مهارت‌های ارتباطی، روش‌های بهبود روحیه و زندگی فرد را شرح می‌دهد.  برای کمک به خواننده در شناسایی خطاهای شناختی و جایگزینی آنها با باورهای سالم ، تمریناتی در طول کتاب ارائه می‌شود.
این کتاب در ایران با نام از حال بد به حال خوب ترجمه و منتشر شد.